# Mallodon arabicum
Mallodon arabicum là một loài bọ cánh cứng trong họ Cerambycidae.